# Base navale de Cairns
La base navale de Cairns (ou HMAS Cairns) est une base de la Marine royale australienne située à Cairns au Queensland.

## Histoire
La Marine de guerre australienne a utilisé le port de Cairns comme escale régulière de ses navires depuis avant la Seconde Guerre mondiale. De nombreux navires ont fait de Cairns leur principal port d'escale pendant la Seconde Guerre mondiale pour le réapprovisionnement et le carénage avant de partir en mission dans le Pacifique. Il n'y avait cependant pas de base officielle de la marine à Cairns jusqu'en 1971, lorsque les installations pour l'entretien de patrouilleurs ont été créées. En 1974, la création officielle d'une base à Cairns a été approuvée, base qui devait recevoir les patrouilleurs et les navires hydrographiques australiens.
Cairns est actuellement responsable de toute l'activité navale depuis Rockhampton au sud jusqu'à l'île Thursday au nord et sert de base pour la division Ardent du groupe de vedettes de patrouille qui comprend quatre des quatorze vedettes de patrouille de classe Armidale. La base accueille également la totalité des navires hydrographiques australiens à savoir deux navires de surveillance de classe Leeuwin et quatre vedettes de classe Paluma ainsi que quatre des six engins de débarquement de classe Balikpapan.

## Navires basés à Cairns
- Classe Armidale :
  - HMAS Wollongong (ACPB 92)
  - HMAS Childers (ACPB 93)
  - HMAS Launceston (ACPB 94)
- Classe Balikpapan :
  - HMAS Brunei (L 127)
- Classe Leeuwin :
  - HMAS Leeuwin (A 245) (en)
  - HMAS Melville (A 246) (en)
- Classe Paluma :
  - HMAS Paluma (A 01) (en)
  - HMAS Mermaid (A 02) (en)
  - HMAS Shepparton (A 03) (en)
  - HMAS Benalla (A 04) (en)